# شوگر گروو (ویرجینیا)
شوگر گروو (به انگلیسی: Sugar Grove) یک منطقهٔ مسکونی در ایالات متحده آمریکا است که در شهرستان اسمیث، ویرجینیا واقع شده‌است. شوگر گروو ۲۱٫۷ کیلومتر مربع مساحت و ۷۵۸ نفر جمعیت دارد و ۷۸۸ متر بالاتر از سطح دریا واقع شده‌است.